# Nosodendron nepalense
Nosodendron nepalense is een keversoort uit de familie van de boomsapkevers (Nosodendridae). De wetenschappelijke naam van de soort is voor het eerst geldig gepubliceerd in 2003 door Háva & Farkač.